# Phthiracarus equisetosus
Phthiracarus equisetosus är en kvalsterart som först beskrevs av Sandór Mahunka 1980.  Phthiracarus equisetosus ingår i släktet Phthiracarus och familjen Phthiracaridae. Inga underarter finns listade i Catalogue of Life.